# ミヤコトカゲ
ミヤコトカゲ(Emoia atrocostata)は、爬虫綱有鱗目トカゲ科ミヤコトカゲ属に分類されるトカゲ。

## 分布
インドネシア、オーストラリア、台湾、日本、パラオ、フィリピン、ベトナム、マレーシア西部

## 分類
以下の基亜種を除く、亜種の分類・分布はReptail Datebase(2020)に従う。
Emoia atrocostata atrocostata (Lesson, 1830) ミヤコトカゲ
インドネシア、台湾東岸、日本、パラオ、フィリピン、マレーシアなど。日本では宮古列島（池間島南岸および西岸、伊良部島東岸、大神島南東岸、来間島北岸、宮古島）のみ分布する。
Emoia atrocostata australis Brown 1991
オーストラリア（ヨーク岬半島）
Emoia atrocostata freycineti (Duméril & Bibron, 1839)
パプアニューギニア

## 生態
サンゴ礁が隆起した岩石海岸や海岸の崖などに生息する。
昆虫、甲殻類などを食べる。胃の内容物調査では、アリ類・アワフキムシ類・カニ類が検出された例もある。
繁殖様式は卵生。台湾の島嶼部では3月下旬から8月上旬に、主に2個の卵を産んだという報告例がある。フィリピンでは生後9か月から9か月半で成熟し、3 - 4年生存したという報告例がある。

## 人間との関係
E. a. atrocostata ミヤコトカゲ
日本では護岸開発・埋め立てなどによる影響、人為的に移入されたイタチ類による捕食が懸念されている。
絶滅危惧II類 (VU)（環境省レッドリスト）